# MTV (Magyarország)
Az MTV Magyarország az amerikai magyarországi adás változata volt, amely először 2007. október 1-jén kezdte meg a sugárzást. A csatorna tulajdonosa a Music Televisiont, a VH1-t, a Nickelodeont és a Comedy Centralt működtető Paramount. Zenei kínálatában helyet kapott többek között a hiphop, a punk, a rock és a progresszív rock is. 2017. október 3. és 2022. március 31. között ismét fogható volt a magyar szerkesztésű 
műsor.

## Története

### Előzmények
Amszterdamban az MTV Europe adása 1987-ben indult el és az 1995. július 1-jei kódolásáig a műholdról sugárzott formájában Magyarországon is szabadon fogható volt a zenecsatorna. Magyarországon a korabeli kábeltelevíziós szolgáltatók mellett több helyi televíziós csatorna a műsorszünetekben továbbította az adást. 1995-től kezdve csak dekódolókártyával volt elérhető a program, elsősorban az előfizetéses kábelhálózatok számára. Az analóg kódolást felváltotta a digitális, majd a szolgáltatók elterjedésével egyre szélesebb körben terjedt el a csatorna.

### Az első időszak (2007–2013)
A magyar adásváltozatról még 2007. április 29-én jelentkeztek, amikor is tervbe vették a csatorna indulását, igy ezzel a csatorna nevét (illetve a logót) is leleplezték. A magyar adásváltozásának indulásának időpontját 2007 júniusában bejelentették, amely az év szeptember 10-től fogható volt az MTV Hungary próbaadása, ami megegyezett az MTV Europe adásával, azzal a különbséggel, hogy látható volt egy kiírás, ami azt jelentette, hogy a kábelszolgáltatók elkezdhetnek átállni a magyar nyelvű adásra. Reggel 6 órakor elindult a Music Television magyar nyelvű adása Gwen Stefani „Now That You Got It” című, azelőtt Európában még nem látott új klipjével, melyet Ákos „Minden most kezdődik el” című videója követett. A legtöbb kábelszolgáltató kínálatában átvette az MTV Europe helyét, ritkább esetben – mint például a Budapesti agglomerációban előfizethető mikrohullámú tévészolgáltatás esetében – azonban megmaradt az MTV Europe továbbítása is.
Az induláskor a műsorok fele volt magyar készítésű, a másik felét az MTV Europe-tól vették át. 2010-től a lokális MTV csatornák az amerikai MTV-sorozatokat vették át, így napközben már alig sugárzott zenét az MTV Hungary. 2011. február 19-től a Hello HD és a Hello Digital szolgáltatásából is kikerült, helyette a MusicPlus, Best of Music és RockTV került a kínálatba, amelyek közül előbbi kettő 2012 decemberében, utóbbi 2013 nyarán szűnt meg. A South Park amerikai animációs filmsorozat 10. évadát is itt adták először 2007. október 6-án, a sorozat 2013. november 30-ig ment itt magyar szinkronnal.[forrás?] A Beavis és Butt-head 8. évada is itt futott.[forrás?] Más rajzfilmeket is vetítettek.[forrás?]
2009 decemberében a magyar kábelszolgáltatók egyike, a romániai székhelyű Digi anyagi helyzete miatt szerződést bontott az MTV Networks-szel, így az MTV Hungary (az MTV Networks többi csatornájával együtt) kikerült a Digi csatornakiosztásából. Helyette a Digi elindította saját csatornáját, a Music Channelt. A többi csatornát a Digi saját készítésű adókkal pótolta. Valamivel később, 2014-ben a csatornák visszakerültek a kínálatba.
2010. július 15-én az MTV Hungary cseh médiahatóság alá került. Ezzel a korhatár-besorolás megszűnt a csatornán.
A teljes egészében (műsorajánlóit is beleértve) magyar nyelvű csatorna 2013. december 2-án megszűnt, helyette viszont magyar hangsávot és reklámblokkot kapott az MTV Europe, így az MTV Hungary-re szerződött szolgáltatók ezen csatorna továbbítására álltak át december folyamán. A két csatorna tematikája közel megegyezik, az egyetlen számottevő különbség az lehet, hogy a nézőkhöz jóval hamarabb jutnak el a saját gyártású újdonságok. A csatorna hangja 2007-től 2011-ig Kolovratnik Krisztián volt.

### Újraindulás (2017–2022)
2017. július 26-án a Viacom International Media Networks bejelentette, hogy 2017. október 3-án újraindítják a magyar adást, amely megnövelt zenei tartalommal viszi tovább a franchise örökségét. A műsorok egy része átköltözött a VIVA-ról, amely ugyanakkor megszűnt, több szolgáltatónál helyére az újonnan indult Comedy Central Family került. 21 és 9 óra között az MTV Europe adása volt látható, az MTV Magyarország reklámblokkjaival és magyar szinkronnal. Az új csatornahang Herrer Sára volt, aki a VIVA hangja is volt 2012-től 2017-ig, néhány ajánló a CC Family hangjával, Joó Gáborral készült. 2020. március 3-tól kezdve a magyar szerkesztésű műsorblokk adásideje ismeretlen ok miatt 4 órásra csökkent, onnantól 17 és 21 óra között volt látható.
2022. március 31-én, 4,5 év után, ismét megszűnt, helyén az európai MTV adása látható.

## Műsorok

### Saját gyártású műsorok (2007–2013)
- Swung
- Be My DJ
- MTV Blokk
- Greatest Hits

### Műsorok (2017–2022)
- MTV Hits
- MTV 100% Music
- MTV Hot&Fresh
- MTV Throwback
- Hello Weekend
- MTV MUSIC BATTLE
- MTV Local Heroes
- MTV Girl Power
- MTV Pump It Up
- MTV Party Hard
- Monday Mixer
- MTV Chart Show
- Top 5
- Top 10
- brand:new
- Your Playlist
- Club MTV
- MTV Club Chart
- MTV Online Chart
- MTV Base Chart
- Local Chart
- CCC's Music Chart